# LaBelle Valley
Das LaBelle Valley ist ein 1,5 km langes Tal im ostantarktischen Viktorialand. In der Cruzen Range liegt es zwischen der Peterson Terrace und der Price Terrace. Nach Süden öffnet es sich zum Barwick Valley.
Das Advisory Committee on Antarctic Names benannte es 2005 nach dem US-amerikanischen Astrophysiker Frank T. Berkey von der Abteilung für Physik und Astronomy des Dartmouth College, der von 1991 bis 2004 für das United States Antarctic Program als leitender Beobachter zur Untersuchung der niederen, mittleren und hochfrequenten Polarlichtwellen auf der Amundsen-Scott-Südpolstation und weiteren Beobachtungsstationen tätig war.